# Бурдиссо, Гильермо
Гильермо Энио Бурдиссо (исп. Guillermo Enio Burdisso; 26 сентября 1988, Альтос-де-Чипион, провинция Кордова, Аргентина) — аргентинский футболист, центральный защитник клуба «Уракан». Брат другого известного футболиста, Николаса Бурдиссо. Имеет паспорт гражданина Италии.

## Биография
Гильермо Бурдиссо начал карьеру в клубе «Эль Порвенир» в 2006 году, за который он провёл 3 игры. После этого футболист не выступал за основу клуба. Летом 2008 года Бурдиссо перешёл в «Ривер Плейт», но здесь также не выступал за основной состав. В 2009 году он стал игроком клуба «Росарио Сентраль». 27 февраля 2009 года он дебютировал в основном составе команды в матче с «Банфилдом», в котором его клуб проиграл 1:3. В следующей игре, с «Сан-Лоренсо де Альмагро», Гильермо забил первый гол за «Росарио». Впоследствии футболист стал твёрдым игроком основы команды, проведя 44 матча и забив 4 гола. Несмотря на удачные выступления игрока, «Росарио» по окончании сезона 2010 вылетел во второй аргентинский дивизион.
10 августа 2010 года Бурдиссо перешёл, за 500 тыс. евро на правах аренды с возможностью первоочередного выкупа трансфера футболиста за 4,7 млн евро, в итальянский клуб «Рома», которому аргентинец предпочёл другую римскую команду, «Лацио». 11 сентября 2010 года он дебютировал в составе клуба в матче с «Кальяри», в котором его команда проиграла 1:5.
21 июля 2011 года перешёл в «Арсенал» (Саранди) на правах годичной аренды. 7 августа 2011 года дебютировал за «Арсенал» в матче 1-го тура аргентинской Апертуры 2011 против «Колона» и на 36-й минуте открыл счёт своим голам за «пушкарей». 24 июня 2012 года вместе со своей командой стал чемпионом Аргентины. Для команды из Саранди это стал первый чемпионский титул в истории клуба.
Перед сезоном 2012/13 перешёл в «Боку Хуниорс».
1 февраля 2022 года подписал однолетний контракт с колумбийским клубом «Депортиво Кали».
17 декабря 2022 года подписал контракт с чилийским клубом «Универсидад Католика» на сезон 2023.
15 января 2024 года вернулся играть на родину, подписав контракт с клубом «Уракан» до декабря 2024 года.
26 января 2010 года Бурдиссо дебютировал в составе сборной Аргентины в товарищеской игре с Коста-Рикой и в первом же матче забил гол; его команда победила 3:2.

## Титулы
- Чемпион Аргентины (1): 2012 (Клаусура)
- Обладатель Кубка Аргентины (1): 2011/12
- Обладатель Кубка Турции (1): 2013/14
- Финалист Южноамериканского кубка (1): 2020
- Обладатель Кубка банка Суруга (1): 2018